# Toothy
Toothy este un personaj fictiv din seria de desene animate Happy Tree Friends. Era un castor violet. Dinții lui sunt cei mai mari cu alte personaje, dar în unele episoade, dinții sunt normali ca și alții ca o greșeală. Toothy este cel mai bun prieten cu Cuddles. Există un motiv pentru care este celebru: a suferit o moarte lungă și teribilă într-un episod premiat la Festivalul Internațional de Film de Animație⁠(d) de la Annecy din Franța, „Eye Candy”.